# Bosch (Fernsehserie)
Bosch ist eine zwischen 2014 und 2021 produzierte US-amerikanische Krimiserie von Amazon Studios und Fabrik Entertainment. Die nach Eric Overmyers Ideen entstandene Serie basiert auf Harry-Bosch-Romanen von Schriftsteller Michael Connelly. Overmyer und Connelly fungieren gleichzeitig als Produzenten der Serie.
Zunächst wurde am 6. Februar 2014 nur eine Pilotfolge auf Amazon Instant Video veröffentlicht. Für die Entscheidung zur Produktion weiterer Folgen ließ Amazon seine Kunden die Serie bewerten. Nach dem positiven Feedback wurden neun weitere Folgen der zehnteiligen ersten Staffel am 13. Februar 2015 veröffentlicht. Die deutschsprachige Fassung ist seit dem 26. Juni 2015 auf Amazon Instant Video verfügbar. Die deutschsprachige Free-TV-Premiere der ersten Staffel fand ab dem 15. Februar 2019 auf dem Schweizer Sender SRF zwei statt. Mit der siebten, im Juni 2021 veröffentlichten Staffel wurde die Serie beendet. IMDb TV, das ebenfalls zum Amazon-Konzern gehört, hat ein Spin-Off angekündigt, in dem die Hauptdarsteller weiterhin in ihren Rollen zu sehen sein sollen. Am 6. Mai 2022 startete das Spin-Off mit dem Titel Bosch: Legacy auf Amazon Freevee.

## Handlung

### Staffel 1
Hieronymus „Harry“ Bosch, Kriegsveteran und Detective der Mordkommission des Los Angeles Police Departments in Hollywood, muss sich vor Gericht wegen dienstlichen Schusswaffengebrauchs mit Todesfolge verantworten. Zugleich wird er von der Familie des Todesopfers zivilrechtlich wegen widerrechtlicher Tötung verklagt. Eigentlich ist Bosch wegen des Verfahrens vom Dienst freigestellt, zusammen mit seinem Kollegen Jerry Edgar geht er jedoch trotzdem seiner Polizeiarbeit nach. Als eines Tages der Hund eines Arztes menschliche Knochen in einem Waldstück findet, nimmt sich Bosch des Falls an. Die Knochen eines Jugendlichen lagen etwa 25 Jahre begraben und zeugen von schweren Misshandlungen. Bosch und Jerry Edgar nehmen daraufhin die Ermittlungen auf.
Die Staffel basiert hauptsächlich auf dem 8. Bosch-Roman Kein Engel so rein (City of Bones), sowie Motiven aus dem 3. Bosch-Roman Die Frau im Beton (The Concrete Blonde).

### Staffel 2
Bosch und Jerry Edgar ermitteln nach dem Mord an dem Pornofilmproduzenten Tony Allen. Die Spuren führen nach Las Vegas zur armenischen Mafia, mit der das Opfer in Geschäfte verwickelt war. Es stellt sich heraus, dass auch das FBI gegen die Organisation ermittelt. Als in Los Angeles der Sohn des Deputy Chief Irving im Dienst erschossen wird, bittet dieser Bosch um Hilfe. Die Ermittlungen in diesem Fall führen Bosch zu einer Gruppe korrupter Polizisten und einem ehemaligen Detective der Mordkommission, welche offenbar auch in Verbindung zum Mordfall Tony Allen stehen.
Die Staffel basiert hauptsächlich auf dem 5. Bosch-Roman „Das Comeback“ (Trunk Music), sowie Motiven aus dem 15. Bosch-Roman „Der Widersacher“ (The Drop) und 4. Bosch-Roman „Der letzte Coyote“ (The Last Coyote).

### Staffel 3
Bosch und die stellvertretende Staatsanwältin Anita Benitez bereiten die Anklage gegen den Hollywood-Regisseur Andrew Holland vor, der des Mordes an einer jungen Schauspielerin beschuldigt wird. Zugleich übernehmen Bosch und Jerry Edgar die Ermittlungen im Mordfall des obdachlosen Kriegsveteranen Billy Meadows, welche sie zu einer Gruppe ehemaliger Kameraden von Meadows führen. Als Edward Gunn, ein freigesprochener Verdächtiger in einem von Boschs früheren Fällen, tot aufgefunden wird, gerät Bosch selbst als Verdächtiger in die Ermittlungen. Doch Bosch, der Gunn zuvor auf eigene Faust observiert hatte, um ihn des Mordes zu überführen, geht davon aus, dass jemand versucht, ihm den Mord an Gunn anzuhängen.
Die Staffel basiert auf dem 7. Bosch-Roman „Dunkler als die Nacht“ (A Darkness More Than Night), sowie Motiven aus dem 1. Bosch-Roman „Schwarzes Echo“ (The Black Echo) und dem 4. Bosch-Roman „Der letzte Coyote“ (The Last Coyote).

### Staffel 4
Nach dem Mord an dem Bürgerrechtsanwalt Howard Elias wird Bosch von Chief Irving zum leitenden Ermittler in diesem Fall ernannt. Die Ermittlungen werden von regem Interesse der Öffentlichkeit begleitet, da Elias zuvor mehrere Prozesse und ein laufendes Verfahren gegen das LAPD wegen rechtswidriger Polizeigewalt führte, und in den eigenen Reihen ermittelt werden muss. Eleanor, die Ex-Frau von Bosch, gerät während ihrer Undercovertätigkeit für das FBI in das Fadenkreuz der chinesischen Mafia und wird ermordet. Währenddessen versucht Bosch noch immer den ungeklärten Mord an seiner Mutter aufzuklären.
Die Staffel basiert im Wesentlichen auf dem 6. Bosch-Roman „Schwarze Engel“ (Angels Flight), sowie Motiven aus dem  14. Bosch-Roman „Neun Drachen“ (Nine Dragons) und dem 4. Bosch-Roman „Der letzte Coyote“ (The Last Coyote).

### Staffel 5
Die Geschichte handelt von der Wiederaufnahme einer alten Mordsache. An dem Fall hatte Bosch gearbeitet. Eine ehemalige Freundin, die jetzt für die Staatsanwaltschaft arbeitet, beschuldigt Bosch, Beweise platziert zu haben. Seine Karriere ist dadurch gefährdet. Neue DNA-Beweise und ein Geständnis entlasten scheinbar den damals verurteilten Mörder. Bosch beauftragt Honey Chandler, ihn in seinem Kampf gegen die Befreiung des Mörders zu vertreten. Gleichzeitig versuchen Bosch und Jerry einen Opioid-Ring auszuheben, der in den Mord an einem Apotheker verwickelt ist. Bosch ermittelt undercover und ist tagelang nicht erreichbar, weil er zusammen mit einer Gruppe Süchtiger von den Gangstern mit dem Flugzeug an einen unbekannten Ort mitten in der Wüste gebracht wird. Boschs Tochter Maddie macht sich während eines Praktikums im Büro des Staatsanwalts Sorgen um die Untersuchung des alten Falles ihres Vaters und den bevorstehenden Jahrestag der Ermordung ihrer Mutter. Chief Irving denkt unterdessen über ein ernsthaftes Angebot nach, ihn als Bürgermeisterkandidaten zu gewinnen.
Die Staffel basiert im Wesentlichen auf dem 20. Bosch-Roman „Zwei Wahrheiten“ (Two Kinds of Truth).

### Staffel 6
In Los Angeles wird der Medizinphysiker Stanley Kent ermordet aufgefunden. Vor seinem Tod hatte der Mann mit gefährlichem radioaktiven Material gearbeitet, das nun spurlos verschwunden ist. Detective Harry Bosch soll in dem Fall ermitteln und stößt schon bald auf eine geheimnisvolle Verbindung zu einer Terrororganisation. Diese plant augenscheinlich mit einer radioaktiven Waffe einen Angriff auf die ganze Stadt.
Die Staffel basiert auf Motiven aus dem 13. Bosch-Roman „Kalter Tod“ (The Overlook) und dem 21. Bosch-Roman „Night Team“.

### Staffel 7
Bei einem Brandanschlag auf ein Wohnhaus kommen mehrere Unschuldige, darunter ein zehnjähriges Mädchen ums Leben. Während der Staffel kommt es vermehrt zu Konflikten zwischen Bosch und seinem Partner Jerry Edgar, welcher sich wegen privater Probleme als unzuverlässig erweist. Aufgrund ihrer Tätigkeit für die Anwältin Honey Chandler gerät Maddie ins Fadenkreuz eines Auftragskillers, welcher Boschs Freundin, Richterin Sobel ermordet. Jimmy Robertson kann diesen beim Attentat auf Maddie jedoch töten; auch dank der Schützenhilfe von Jerry Edgar, der sich im Anschluss mit Bosch wieder versöhnt. Da der Auftraggeber  des Brandanschlags aufgrund eines Deals zwischen dem FBI und Polizeichef Irving am Ende ungeschoren davonkommen soll, widersetzt sich Bosch den Anweisungen Irvings und nimmt den Auftraggeber unter Missachtung des Deals fest. Dieser wird anschließend vom Vater des kleinen Mädchens erschossen. Diese Umstände führen letztlich zu Boschs Suspendierung und seinem Ausscheiden aus dem Polizeidienst durch die  eigene Kündigung. Maddie entschließt sich, in die Fußstapfen ihres Vaters zu treten und sich beim LAPD zu bewerben. Bosch selber bewirbt sich um eine Lizenz als Privatdetektiv.

## Hintergrund und Produktion
Am 31. Oktober 2013 gab Amazon bekannt, Anfang 2014 eine kostenlose Pilotfolge zu veröffentlichen. Anhand des Publikum-Feedbacks werde Amazon über die weitere Produktion der Serie entscheiden. Am Drehbuch der Amazon-Eigenproduktion wirkten Connelly selbst und Eric Overmyer (Treme) mit. Neben Bosch-Hauptdarsteller Titus Welliver wurden Annie Wersching, Amy Price-Francis und Jamie Hector als Schauspieler bekanntgegeben. Price-Francis wurde entgegen der Ankündigung nicht in die Besetzung übernommen.
Nach der Veröffentlichung der Pilotfolge am 6. Februar 2014 gab Amazon im März 2014 bekannt, eine Staffel der Bosch-Romanadaption zu bestellen. In Deutschland konnten Kunden von Amazon Instant Video den Piloten ab dem 21. Juli 2014 im englischen Originalton mit deutschen Untertiteln sehen. Als weitere Nebendarstellerinnen wurden Jaime Ray Newman und Sarah Clarke bekanntgegeben.
Im Januar 2015 gab Amazon bekannt, die zehnteilige erste Staffel am 13. Februar 2015 zu veröffentlichen. Die synchronisierte deutsche Fassung erschien am 26. Juni. Im März 2015 verlängerte Amazon die Serie um eine zweite Staffel, die am 11. März 2016 in der Originalfassung veröffentlicht wurde. Die deutsche Fassung erschien am 7. April 2016. Drei Wochen nach Veröffentlichung von Staffel 2 beauftragte Amazon Studios die Produktion einer dritten Staffel von Bosch. Sowohl die englische als auch die deutsche Fassung der dritten Staffel wurden am 21. April 2017 veröffentlicht.
Bereits im Oktober 2016 wurde eine vierte Staffel der Serie bestellt. Sie ist seit April 2018 verfügbar. Im Februar 2018 wurde die fünfte Staffel angekündigt, die seit Anfang April 2019 verfügbar ist.
Bevor die fünfte Staffel fertig gedreht wurde, hat Amazon bereits eine sechste Staffel für 2020 angekündigt. Auch eine finale siebte Staffel wurde von Amazon bestätigt.
Die sechste Staffel ist seit dem 17. April 2020 sowohl in der englischen Originalversion als auch in der deutschen Synchronisation bei Amazon-Prime verfügbar.
Prime Video kündigte an, dass die Serie mit der siebten Staffel abgeschlossen werden soll. Alle acht Folgen wurden am 25. Juni 2021 veröffentlicht.

## Ableger

### Bosch: Legacy
Anfang März 2021 wurde bekannt, dass es ein Spin-off mit Titus Welliver, Madison Lintz und Mimi Rogers geben soll, in dem sie ihre Rollen aus Bosch fortführen. Am 4. November 2021 tweeteten Titus Welliver und Michael Connelly, dass die Dreharbeiten abgeschlossen seien. Ein weiterer Tweet erweckt den Eindruck, dass Harry Bosch dabei in Rückblenden ins Jahr 2001 von Titus Wellivers Sohn Eamonn Welliver verkörpert wird (nachdem in Bosch sein anderer Sohn, Quinn Welliver, Harry Bosch als 12-jährigen dargestellt hat).
Am 6. Mai 2022 startete das Spin-Off mit dem Titel Bosch: Legacy auf Amazon Freevee.

### Ballard
2025 startete bei Amazon Prime mit Ballard das zweite Bosch-Spin-off.

## Besetzung und Synchronisation
Die deutsche Synchronisation entsteht unter der Dialogregie von Benedikt Rabanus und Clemens Frohmann und dem Dialogbuch von Benedikt Rabanus, Tobias Neumann und Carsten Bengelsdorf bei der Film- & Fernseh-Synchron GmbH in München.
| Rolle                           | Schauspieler          | Hauptrolle | Nebenrolle | Synchronsprecher     |
| ------------------------------- | --------------------- | ---------- | ---------- | -------------------- |
| Hieronymus „Harry“ Bosch        | Titus Welliver        | 1–7        |            | Matthias Klie        |
| Jerry Edgar                     | Jamie Hector          | 1–7        |            | Benedikt Gutjan      |
| Grace Billets                   | Amy Aquino            | 1–7        |            | Susanne von Medvey   |
| Irvin Irving                    | Lance Reddick         | 1–7        |            | Thomas Wenke         |
| Julia Brasher                   | Annie Wersching       | 1          | 2, 7       | Melanie Manstein     |
| Eleanor Wish                    | Sarah Clarke          | 1–2, 4     | 3          | Claudia Lössl        |
| Raynard Waits                   | Jason Gedrick         | 1          |            | Manou Lubowski       |
| Madeline „Maddie“ Bosch         | Madison Lintz         | 2–7        | 1          | Paulina Rümmelein    |
| Antonio Valens                  | Jonny Rios            |            | 6-7        | Peter Lewys Preston  |
| Veronica Allen                  | Jeri Ryan             | 2          | 3          | Anke Reitzenstein    |
| Carl Nash                       | Brent Sexton          | 2          |            | Detlef Bierstedt     |
| Richard „Rick“ O’Shea           | Steven Culp           |            | 1–4        | Manfred Trilling     |
| Honey „Money“ Chandler          | Mimi Rogers           | 7          | 1–6        | Marina Köhler        |
| George Irving                   | Robbie Jones          |            | 1–2        | Alexander Turrek     |
| Det. „Barrel“ Johnson           | Troy Evans            |            | 1–7        | Wolfgang Müller      |
| Det. Robert „Crate“ Moore       | Gregory Scott Cummins |            | 1–7        | Crock Krumbiegel     |
| Sgt. John Mankiewicz            | Scott Klace           |            | 1–7        | Mike Carl            |
| Sgt. Amy Snyder                 | Winter Ave Zoli       | 4          | 3          | Maria Magdalena Rabl |
| Anita Benitez                   | Paola Turbay          | 3          |            | Ulla Wagener         |
| Det. Santiago „Jimmy“ Robertson | Paul Calderón         | 3–5, 7     |            | Gudo Hoegel          |
| Cpt. Ellen Lewis                | Brooke Smith          |            | 3          | Ulrike Jenni         |
| Rudy Tafero                     | Arnold Vosloo         |            | 3          | Martin Keßler        |
| Bradley Walker                  | John Getz             |            | 3–4        | Leon Rainer          |
| Det. Francis Sheehan            | Jamie McShane         | 4          |            | Michael Roll         |
| Sgt. Gabriella Lincoln          | Tamberla Perry        | 4          |            | Jacqueline Belle     |
| Phil Gentry                     | Erich Anderson        |            | 3–4        |                      |

## Rezeption

### Kritiken
Die Serie wurde von Kritikern im deutschsprachigen Raum überwiegend positiv aufgenommen. Nina Rehfeld von der FAZ sieht die Figur des Detective Bosch in der Tradition von Dashiell Hammett oder Raymond Chandler, die Serie besteche durch ihre entspannte Attitüde. Rehfeld hebt insbesondere die „sorgfältige Figurenzeichnung“ und die „stille, nachhaltige Entfaltung der Story“ hervor. Für Joachim Huber vom Tagesspiegel ist die Serie eine Kombination aus „Fan-Fernsehen und Charakter-Fernsehen“, die Fälle seien „brutal und blutig und so bizarr wie Los Angeles“. Huber lobt die Komplexität der Story, die mehrere Fälle zeitgleich entwickelt, sie „parallelisiert“ und dann wieder miteinander verknüpft. Auch Clemens Schömann-Finck vom Focus hebt die Komplexität der Handlungsstränge hervor, die sich „am Ende wunderbar zusammenfügten“. Allerdings sieht er Schwächen in der dritten Staffel, sie wirke „phasenweise künstlich aufgebläht und an vielen Stellen irgendwie lieblos“.

### Nominierungen
Die Serie war 2015 für den Primetime Emmy in der Kategorie „Outstanding Main Title Design“ nominiert. Die Musik zur Serie gewann 2016 den ASCAP Awards in der Kategorie „Top TV Series“. Im selben Jahr war Madison Lintz, Darstellerin der Maddie Bosch, für den Young Artist Award in der Kategorie „Best Performance in a TV Series – Recurring Young Actress“ nominiert. Die Serie selber war 2016 und 2017 für den Saturn Award für die beste New-Media-Fernsehserie nominiert.